# Prix Anisfield-Wolf
Le prix Anisfield-Wolf est un prix  américain décerné pour honorer des œuvres écrites qui apportent une contribution importante à la compréhension du racisme et à l'appréciation de la riche diversité des cultures. Fondé en 1935 par la poétesse et philanthrope de Cleveland Edith Anisfield Wolf (en) et administré à l'origine par la Saturday Review (en), les prix sont administrés par la Fondation Cleveland (en) depuis 1963.
Plusieurs prix dans les catégories de la fiction, de la poésie, de la non-fiction, et de l'accomplissement de vie sont décernés chaque année, en septembre, lors d'une cérémonie libre et ouverte au public et à laquelle sont présentes les personnes honorées. On retrouve parmi les récipiendaires de notoriété : Julian Huxley (1937), Zora Neale Hurston (1943), Langston Hughes (1954), Martin Luther King (1959), Malcolm X et Alex Haley (1966), Gwendolyn Brooks (1969), Maxine Hong Kingston (1978), Wole Soyinka (1983), Breyten Breytenbach  (1985), Nadine Gordimer (1988), Toni Morrison (1988), Ralph Ellison (1992), Edward Saïd (2000), Reetika Vazirani (2003), Derek Walcott (2004),  William Melvin Kelley (2008) et Esi Edugyan (2012).
Depuis 1991, le jury est composé d'éminents écrivains et érudits américains lorsque le président du jury de longue date Ashley Montagu, un anthropologue de renom, a demandé à la poétesse Rita Dove et au chercheur Henry Louis Gates pour l'aider à juger le grand nombre de livres soumis chaque année par les éditeurs à travers les diverses disciplines. Lorsque  Montagu a pris sa retraite en 1996, Henry Louis Gates a assumé le poste de président. Comme Gates, Rita Dove est restée un juré à ce jour. En 1996 elle a été rejointe par le biologiste évolutionniste Stephen Jay Gould, l'écrivain Joyce Carol Oates et l'historien Simon Schama. Après la mort de Gould en 2002, le psychologue Steven Pinker l'a remplacé parmi les membres du jury,.